# Montégut-Bourjac
Montégut-Bourjac is een gemeente in het Franse departement Haute-Garonne (regio Occitanie) en telt 116 inwoners (2009). De plaats maakt deel uit van het arrondissement Muret.

## Geografie
De oppervlakte van Montégut-Bourjac bedraagt 5,5 km², de bevolkingsdichtheid is dus 21,1 inwoners per km².
De onderstaande kaart toont de ligging van Montégut-Bourjac met de belangrijkste infrastructuur en aangrenzende gemeenten.

## Demografie
Onderstaande figuur toont het verloop van het inwonertal (bron: INSEE-tellingen).